# McZee
McZee  è un personaggio creato dalla Microsoft come mascotte del software Microsoft Kids, all'inizio degli anni novanta. 
Appare di colore blu (anche se tendente al violaceo) e porta abiti strambi; la sua città (del software) si chiama Imaginopolis, dove è proprietario di due edifici. Ciascun edificio è un'interfaccia di una differente parte del software. In ogni titolo McZee è accompagnato da un partner differente.

## Aspetti del Software
| Titolo            | Rilascio | Partner |
| ----------------- | -------- | ------- |
| Creative Writer   | 1994     | Max     |
| Fine Artist       | 1994     | Maggie  |
| 3D Movie Maker    | 1995     | Melanie |
| Creative Writer 2 | 1996     | Max     |